# Wilhelm Beckmann
Pour les articles homonymes, voir Beckmann.
Wilhelm Beckmann (né le 3 octobre 1852 à Düsseldorf, mort le 17 mars 1942 à Berlin) est un peintre allemand.

## Biographie
Ses parents dirigent un restaurant prospère sur la Carlsplatz (de) à Düsseldorf. Beckmann écrit dans son autobiographie que son parrain, le peintre Johann Wilhelm Preyer, porta le toast au baptême : « Ce garçon devrait un jour être peintre. »
Après la Realschule, il étudie à l'académie des beaux-arts de Düsseldorf à partir de l'automne 1868 auprès d'Eduard Bendemann. En raison de sa myopie, il est renvoyé du service militaire en 1870. Après l'incendie en mars 1872 du château de Düsseldorf qui accueille l'académie, il devient un élève privé de Bendemann. Un an plus tard, il emménage dans son premier atelier. À l'automne 1873, il part en voyage à Munich, où il se présente au directeur de l'académie des beaux-arts, Wilhelm von Kaulbach. Après la propagation du choléra à Munich, Kaulbach laisse à la disposition du jeune peintre sa maison de jardin comme lieu de séjour. Beckmann retourne à Düsseldorf en passant par Nuremberg, Francfort, Mayence et Bonn. Inspiré par le voyage, il crée son œuvre Les Hussites. La mission suivante l'emmène à Berlin, où il peint la salle Cornelius de la Galerie nationale avec les peintures murales sous la direction de son professeur en compagnie d'Ernst et Fritz Roeber ainsi que le fils de Bendemann, Rudolf.
En 1877, il part en voyage d'études en Hollande. La Remise de la forteresse de Rosenberg pendant la guerre hussite exposée à l'exposition artistique de 1880 à Düsseldorf est achetée par une galerie de Stockholm, l'image est largement diffusée à travers les reproductions de l'éditeur d'art "Franz Hanfstaengl". En tant que membre de l'association Malkasten, il participe au festival en l'honneur de l'empereur Guillaume. Pour le déménagement de l'achèvement de la cathédrale de Cologne le 16 octobre 1880, Beckmann est nommé comme l'un des directeurs artistiques. Les représentations rencontrent une large approbation, l'empereur fait défiler les participants une deuxième fois après la fin, et pose les bases d'autres commandes de la société de Cologne, comme la peinture de la salle du Gürzenich. En mai 1881, un voyage d'étude à Paris l'amène au Salon de Paris, où il rencontre également Édouard Manet. Après la crue du Rhin de 1882-1883, il réalise une ébauche pour les tableaux destinés à récolter de l'argent pour les dégâts des inondations.
Alors qu'il travaille sur un portrait de Luther, il est chargé par la ville d'Eisleben d'organiser le spectacle marquant le 400e anniversaire de Luther le 10 novembre 1883. Il combine la mission avec un voyage à Mersebourg, Torgau et Berlin. En février 1885, il se rend de nouveau à Munich. Beckmann se sent très lié à Fritz von Uhde. De Munich, il fait un détour par Venise. Le projet de peindre un portrait de feu Richard Wagner le conduit pour la première fois à Bayreuth en 1886. En juillet, il se rend au festival de Bayreuth et assiste aux représentations de Parsifal et Tristan und Isolde. Le 31 juillet, la mort de Franz Liszt assombrit le festival. De retour chez lui, Beckmann, impressionné par Bayreuth, fonde l'association Richard Wagner à Düsseldorf, qui compte bientôt 500 membres.
Quand l'empereur Frédéric III décède le 15 juin 1888, Beckmann se rend à Berlin, où il reçoit l'autorisation de dessiner. Son tableau de l'empereur en état devient un grand succès. Il voyage à travers différentes villes et est particulièrement montré dans les écoles. Cette image marque le tournant de Beckmann vers le réalisme.
Le succès l'encourage à changer de lieu de résidence et à s'installer à Berlin. Il reçoit une demande du ministère des Affaires étrangères pour participer à un voyage de l'ambassade au Maroc, qui dure du 1er avril à juin 1890. À l'automne de cette année-là, il devient professeur dans la classe de portrait et de peinture de l'Association des artistes de Berlin. La période berlinoise est également marquée par une multiplication des commandes privées, dont l'une l'amène à plusieurs reprises à Anvers. Beckmann rencontre ici sa future épouse, la fille du marchand allemand Köhler. Le mariage a lieu à Anvers en février 1893, la mariée le suit à Berlin. Ils vivent au Achenbachstraße 6. Beckmann a son atelier au Lützowstraße 82 (de).
Le 12 mai 1896, il se rend à Moscou pour l'ambassade d'Allemagne afin d'assister aux célébrations du couronnement du tsar Nicolas II. Le couple passe la période suivante en Italie : leur voyage les conduit par Venise et Padoue, Ravenne, Bologne et Florence jusqu'à Rome, où ils arrivent en décembre 1896 puis à Naples et Palerme. De Marsala, ils passent à Tunis pour revenir de là à Rome, où ils passent l'hiver. Une rencontre avec Arnold Böcklin à Florence à l'occasion de son 70e anniversaire fait une impression particulière sur Beckmann. Fin juillet 1898, après un voyage de plus de deux ans, le couple revient à Berlin.

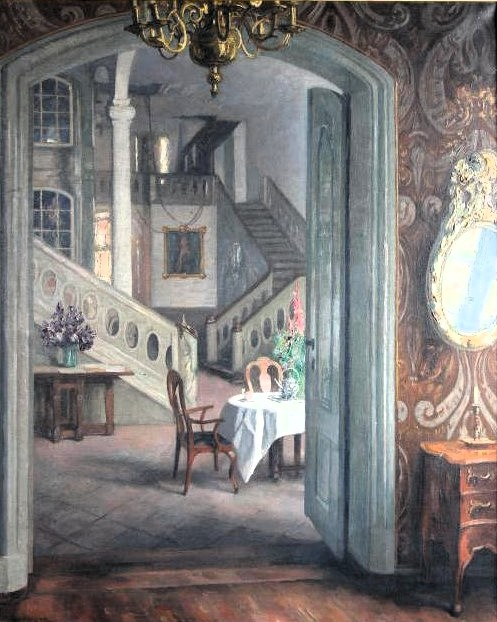
Vue de la salle de la Schabbelhaus, 1910.

Notamment à cause du voyage en Italie, l'attitude de Beckmann change. Il suit désormais les visions plus modernes de l'art et se plonge dans une étude plus intensive du paysage. Il passe un été dans le Mecklembourg et les suivants dans la lande de Lunebourg. En tant que secrétaire de la commission de la Grande exposition d'art de Berlin, il se rend à Munich, Dresde, Vienne et Budapest en 1904 afin d'y prendre contact avec les artistes et de les encourager à participer à l'exposition. Les points forts de l'exposition sont la section hongroise et l'exposition collective de Franz von Lenbach, décédé lors de l'exposition en mai 1904. Beckmann se rend aux funérailles avec Paul Friedrich Meyerheim en tant qu'envoyé des artistes berlinois, ce qui lui laisse une profonde impression. Les artistes berlinois sont reçus en audience par le prince régent Luitpold. En mai 1905, il entreprend un voyage d'études à Paris, Reims, Luxembourg, Trèves et dans le Rhin et la Moselle. Deux ans plus tard, il devient membre de la commission de la grande exposition d'art de Berlin et commissaire de l'exposition d'art nationale allemande à Düsseldorf. Il fait plusieurs voyages d'études au Tyrol, en Bavière et à Lübeck. En 1913, à la tête du comité des fêtes du jubilé de l'empereur, il organise un tournoi médiéval avec 2 000 participants. Les préparatifs de la Première Guerre mondiale et le projet de loi sur la défense adopté par le Reichstag incitent Guillaume II à annuler les célébrations à grande échelle. Beckmann se consacre à la peinture intérieure à cette époque. Il utilise comme motifs des pièces des palais de Paretz, de Tegel, du Belvédère de Weimar et de l'hôtel de ville de Lunebourg (de).
En décembre 1918, sa femme meurt. Beckmann se plonge dans son travail, se rend au lac Tegern, puis rend visite à l'écrivaine Elisabeth von Heyking au château de Crossen (de). En 1920, une affectation auprès de Johann Georg von Schöneich-Karolath (de) l'emmène en Poméranie. L'amitié avec la princesse veuve Hermine Reuss zu Greiz conduit à plusieurs visites à son château de Zabór (de). En 1922, elle épouse l'ancien empereur Guillaume II, qui vivait en exil aux Pays-Bas. Beckmann travaille sur ses peintures intérieures à Zabór et à proximité de Trzebiechów. Il se rend aussi en Bavière, où il travaille au château de Weikersheim et plusieurs fois au château de Sigmaringen.
Lors de ces voyages, il rencontre en 1925 la veuve du propriétaire de l'usine Schmidt à Elbląg, qu'il épouse le 30 janvier 1926 à Berlin. La lune de miel emmène le couple nouvellement marié en Italie et en Bavière. Beckmann quitte Berlin et déménage chez sa femme à Gdańsk. À l'invitation de Lina von Hindenburg, ils visitent en 1928 Neudeck, qui fut donné au président du Reich Paul von Hindenburg. Beckmann reçoit une invitation au palais du président du Reich pour célébrer le 80e anniversaire de Hindenburg.
Après Ernst Klee, Adolf Hitler l'invite personnellement en tant qu'invité d'honneur aux congrès de Nuremberg en 1936 et 1937, achète son tableau Défilé de la Leibstandarte à Nuremberg à l'occasion du congrès du parti et lui décerne la médaille Goethe pour l'art et la science en 1937.